# کرستی اسپاربو
کرستی اسپاربو (به انگلیسی: Kirsti Sparboe) (زاده ۷ دسامبر ۱۹۴۶) خواننده نروژی است.
او نماینده نروژ در یوروویژن ۱۹۶۵، یوروویژن ۱۹۶۷ و یوروویژن ۱۹۶۹ بود.

## زندگی‌نامه
اولین حضور وی در مسابقه آهنگ یوروویژن در سال ۱۹۶۵ هنگام ۱۸ سالگی با آهنگ " کاروسل " بود که در جایگاه سیزدهم قرار گرفت. وی سپس با ترانه "Gi Meg Fri" که در مقام دوم قرار گرفت، در رقابت‌های انتخابی نروژ در سال ۱۹۶۶ برای شرکت در رقابت‌های آهنگ یوروویژن شرکت کرد. در سال ۱۹۶۷، آهنگ او " Dukkemann " در چهاردهمین دوره از یوروویژن ظاهر شد.
او همچنین در مرحله انتخابی نروژ در سال ۱۹۶۸ شرکت کرده بود، و در سال ۱۹۶۸ به نمایندگی از نروژ ادامه می‌داد، اما ترانه ای که او اجرا کرد ("Jag har aldri vært så happy i no'en som deg") پس از اتهام سرقت ادبی از آهنگ محبوب کلیف ریچارد با نام "تعطیلات تابستانی" رد صلاحیت شد.. او همچنین آهنگ برنده آن سال، " La La La " اسپانیا را به زبان نروژی پوشش داد.

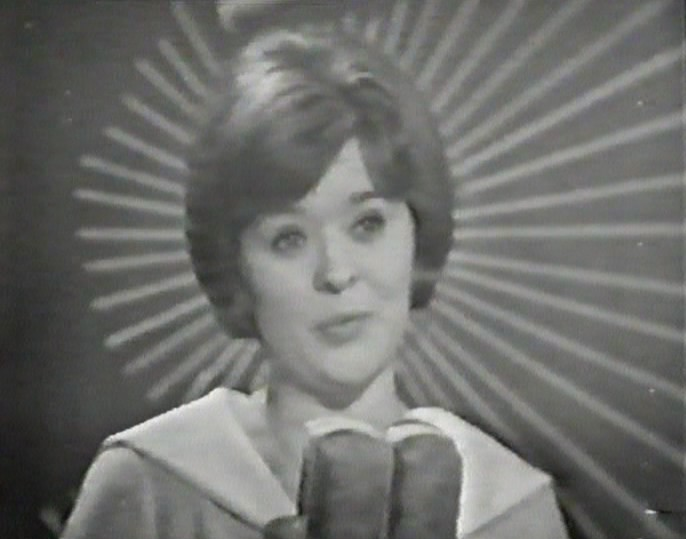
یوروویژن ۱۹۶۵
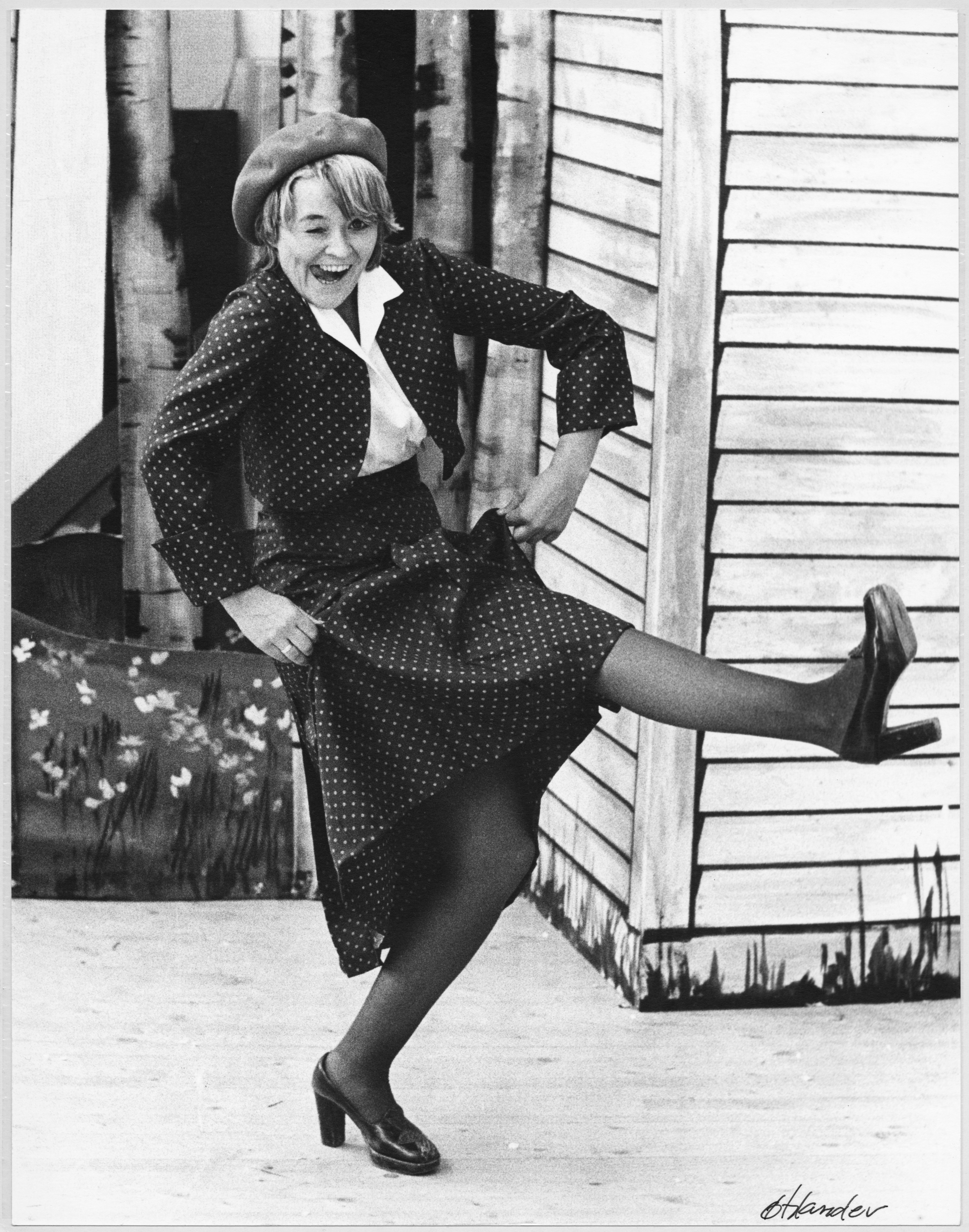
سال ۱۹۷۵ به عنوان بازیگر
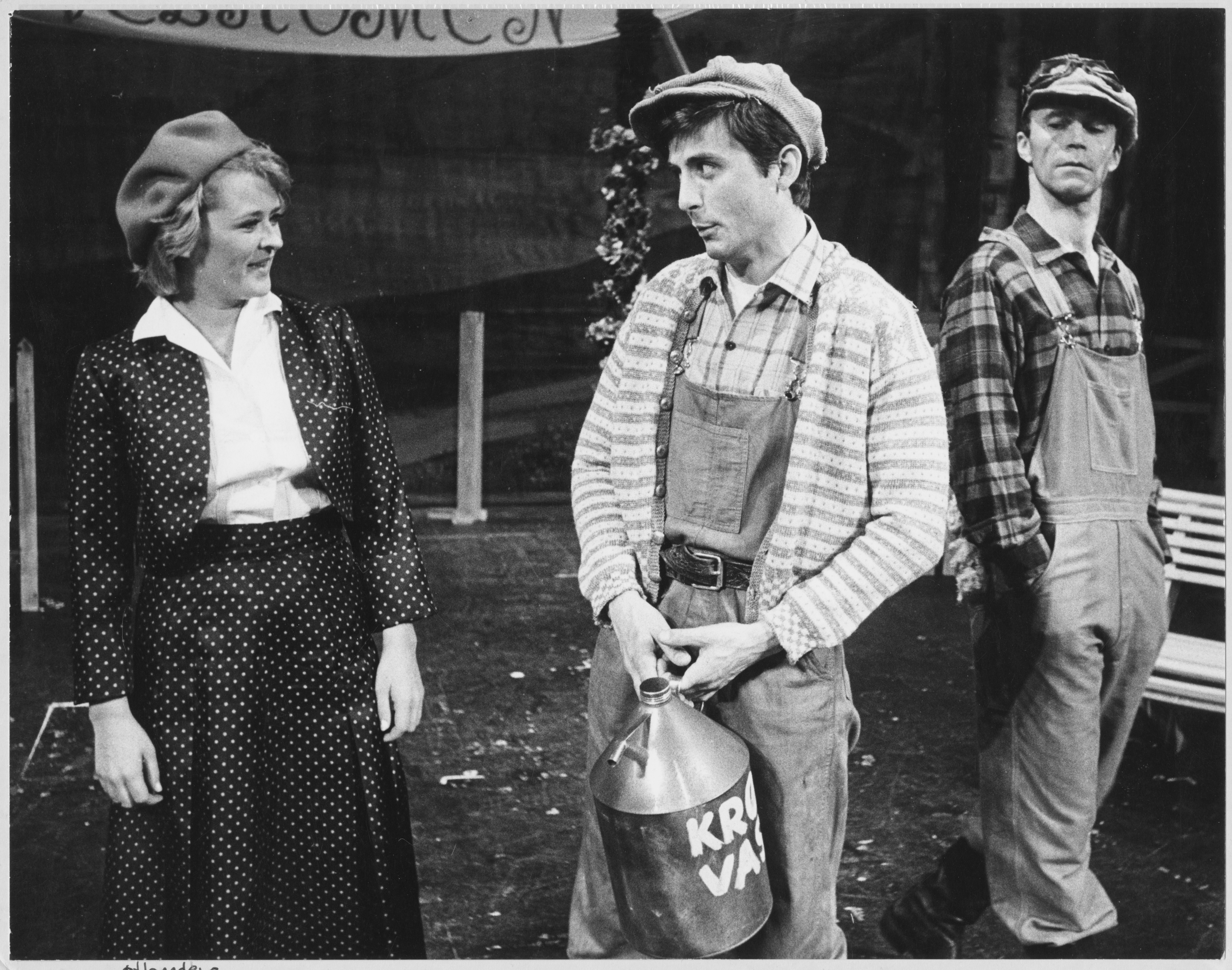
تاریخ ۹ مه ۱۹۷۵